# Meriosfera gertschi
Meriosfera gertschi – gatunek kosarza z podrzędu Laniatores i rodziny Agoristenidae.

## Występowanie
Gatunek jest endemiczny dla wyspy Haiti.